# Costantino I d'Armenia
Costantino I d'Armenia ((HY)  Կոստանդին Ա, traslitterazione dall'armeno occidentale: Gosdantin o Kostantine; 1050-5 circa – 24 gennaio 1102) fu signore di Partzerpert e Vahka dal 1095 fino alla morte.
Era il figlio di Ruben, signore di Partzerpert, capostipite della casata dei Rupenidi, futuri re della Piccola Armenia.

## Biografia

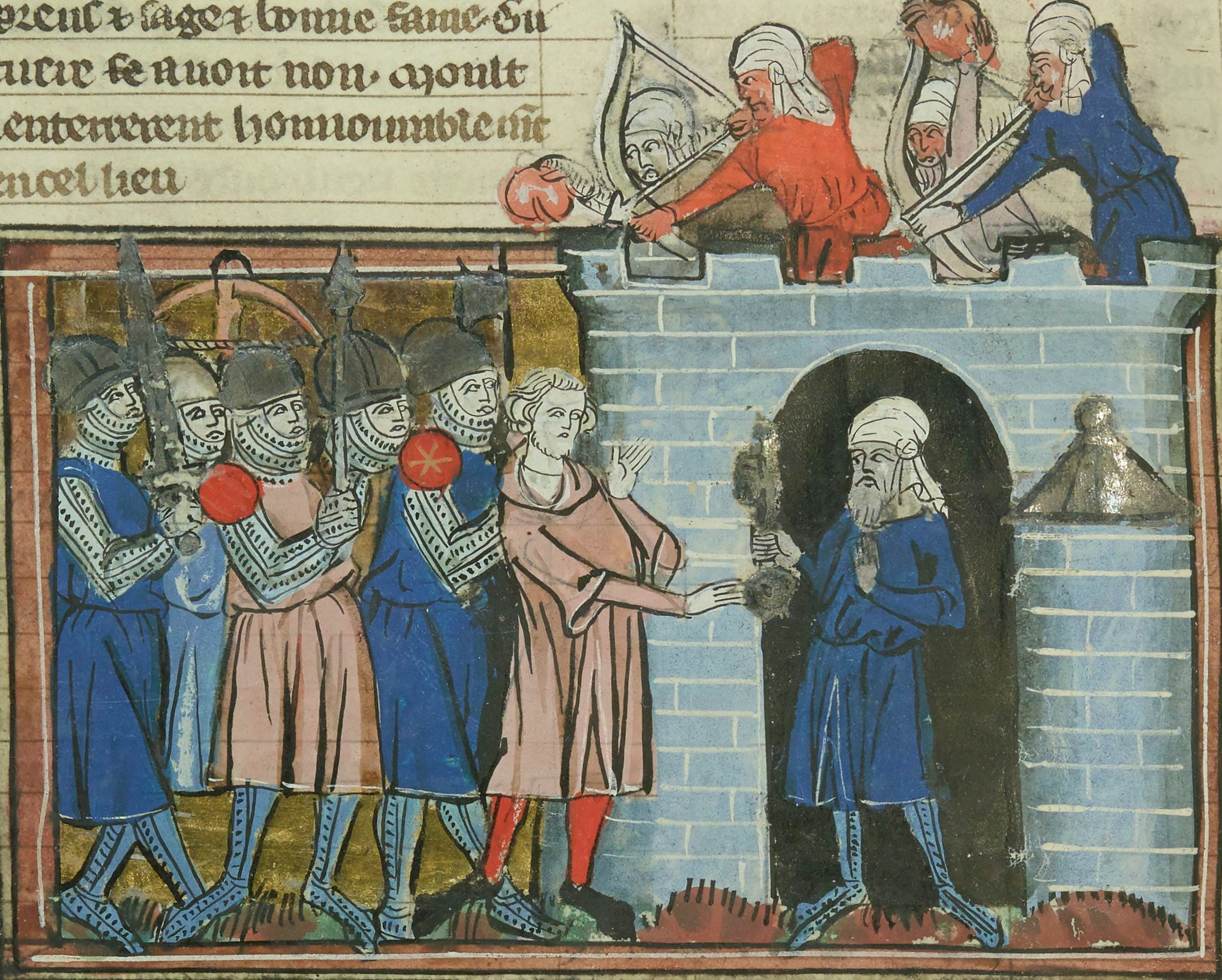
Costantino accoglie il crociato Tancredi d'Altavilla al suo arrivo a Tarso (miniatura medievale).

Successe a suo padre che si era stabilito nel nido d'aquila di Bartzeberd.
Non dovette combattere i Turchi selgiuchidi, che erano già stati sconfitti dai Crociati e costretti ad abbandonare la pianura della Cilicia, che fu rioccupata dai Bizantini.
Secondo le cronache di Matteo di Edessa, i signori armeni Costantino figlio di Ruben, Pazuni ed Oshin, nel 1097 e 1098 inviarono dei soldati per aiutare i Crociati e dar loro man-forte; Costantino fu ricompensato con i titoli di Conte e Barone.
In seguito approfittò dei disordini causati dalla cacciata dei Selgiuchidi e dall'arrivo dei Bizantini per ritagliarsi un principato, prendendo diverse fortezze e città.
Cominciò conquistando il castello di Vahka, situato nell'Anti-tauro,  del quale fece la sua residenza e capitale e dal quale imponeva tasse alle merci che viaggiavano da Laiazzo verso l'entroterra.
La data della sua morte non è conosciuta con precisione, Matteo di Edessa afferma che è avvenuta il 24 febbraio 1099 mentre la Cronaca di re Hetum II indica il 23 febbraio 1102.
Fu sepolto nel Convento di Gasdaghôn.

### Matrimonio e discendenza
L'identità della moglie non è nota, La cronaca di Aleppo dice solo che era una discendente di Barda Foca; da questo matrimonio nacquero:
- Thoros I (†; 1129), Princeps de montibus;
- una figlia rinominata Beatrice dopo il suo matrimonio, nel 1100 con Joscelin I de Courtenay, signore di Turbessel e futuro Principe di Galilea e Conte di Edessa;
- Leone I (†; 1040);
- una figlia che sposò Gabriele di Melitene.